# Ferdinando Romualdo Guiccioli
Alberto Giuseppe Innocenzo Guiccioli, in religione Ferdinando Romualdo (Ravenna, 28 dicembre 1686 – Ravenna, 7 novembre 1763) è stato un arcivescovo cattolico italiano.

## Biografia
Nacque a Ravenna, da Gregorio ed Orsola Pignatta, entrambi di origine nobile, e con il nome di Alberto Giuseppe Innocenzo. Trascorse la sua infanzia e adolescenza presso il collegio dei nobili diretto dai gesuiti. Dopo la conoscenza di Pietro Canneti, si unì all'ordine benedettino camaldolese, e fu ordinato sacerdote dell'ordine il 10 dicembre 1706 dal cardinale Ferdinando d'Adda che visitò il monastero di Classe durante un viaggio fra Bologna e Roma come legato pontificio; Guiccioli assunse il nome religioso di Ferdinando Romualdo.
Si recò a Roma per compiere i propri studi religiosi presso il monastero camaldolese di San Gregorio al Celio, e ritornato nel 1710 a Classe, insegnò filosofia e dogmatica. Nel 1729 venne eletto e nominato abate del monastero dei Santi Ippolito e Lorenzo a Faenza, ma nel 1730 a causa della morte di Canneti che era stato nominato abate generale, fu trasferito al monastero di Classe come suo successore. Nel 1738, il cardinale Lambertini (arcivescovo di Bologna e futuro papa Benedetto XIV) fece visita all'abbazia, poiché devoto a Sant'Apollinare, di cui il monastero ne conservava le reliquie e fece la conoscenza di Guiccioli per cui provava profonda ammirazione.
Nel 1740, Lambertini venne eletto papa, e alla morte dell'arcivescovo Farsetti, propose a Guiccioli la carica episcopale che dapprima non accettò poiché egli non si sentiva in grado e non mirava ai vertici della gerarchia. Benedetto XIV lo convinse, fiducioso delle sue capacità, gli riaffermò che la nomina episcopale non era frutto del loro rapporto di amicizia, ma di una sensazione che gli suggeriva il nome di Guiccioli.
Fu nominato il 10 marzo 1741 e consacrato il 19 marzo, con il titolo di vescovo titolare di Licopoli, e al contempo amministratore apostolico dell'arcidiocesi di Ravenna. Il pontefice rimase soddisfatto dalle capacità di Guiccioli nell'amministrazione della diocesi durante la sede vacante. Fu così che lo elevò ad arcivescovo e lo assegno definitivamente alla sede metropolitana di Ravenna.
Morì il 7 novembre 1763, e i funerali furono recitati dall'arcidiacono Francesco Malatesta Monaldini, nominato vicario capitolare. Fu sepolto nella Basilica di Sant'Apollinare in Classe, come da lui stesso richiesto.

## Genealogia episcopale e successione apostolica
La genealogia episcopale è:
- Cardinale Scipione Rebiba
- Cardinale Giulio Antonio Santori
- Cardinale Girolamo Bernerio, O.P.
- Arcivescovo Galeazzo Sanvitale
- Cardinale Ludovico Ludovisi
- Cardinale Luigi Caetani
- Cardinale Ulderico Carpegna
- Cardinale Paluzzo Paluzzi Altieri degli Albertoni
- Papa Benedetto XIII
- Papa Benedetto XIV
- Arcivescovo Ferdinando Romualdo Guiccioli, O.S.B.Cam.

La successione apostolica è:
- Vescovo Alessandro Guiccioli (1745)